# 疏附县
疏附县（維吾爾語：كونا شەھەر ناھىيىسى‎）是中国新疆维吾尔自治区喀什地区所辖的一个县。
“疏附”一名音译自印欧语系的塞种语言，意为“老城子”，其中“疏”对应汉语“城子”，“附”对应汉语“老”。塞种语言曾是疏附的当地语言，后通用维吾尔语，疏附的维吾尔语名称是Kona Sheher，含义同样为“老城子”。与其相对的，疏勒县名“疏勒”的塞语原意和维语名“Yengi Sheher”的含义均为“新城子”。

## 行政区划
疏附县下辖4个镇、6个乡：
托克扎克镇、兰干镇、吾库萨克镇、乌帕尔镇、塔什米里克乡、铁日木乡、布拉克苏乡、萨依巴格乡、站敏乡、木什乡、疏附县种畜场、疏附县园艺场、疏附县林场和疏附县良种场。

## 人口
2020年末，根据第七次人口普查数据显示：全县常住人口为263014人。

## 交通
- 314国道过境。